# 2185 Guangdong
2185 Guangdong eller 1965 WO är en asteroid i huvudbältet som upptäcktes den 20 november 1965 av Purple Mountain-observatoriet i Nanjing, Kina. Den är uppkallad efter den kinesiska provinsen Guangdong.
Asteroiden har en diameter på ungefär 14 kilometer.